# Будинок Маргарити Чернової
Буди́нок Маргари́ти Чорнової (рос. Дом Маргариты Черновой) — будівля в місті Ростов-на-Дону на Великій Садовій вулиці (будинок 27/47).
Особняк побудований у 1899 році за проектом архітектора М. О. Дорошенка, він належав М. М. Черновій. Будинок Чернової має статус об'єкта культурної спадщини регіонального значення.

## Архітектура
Головний вхід у будинок розташований на розі Великої Садової вулиці та провулка Халтуринського. По обидва боки від нього, розміщуються помилкові вікна, декоровані наличниками з ліпними сандриками. Над кутовою частиною височіє бельведер з куполом — це композиційне ядро особняка. На другому поверсі є балкон з балюстрадою. Фасад багато декорований ліпниною: декоративні вази в нішах, атланти, каріатиди, медальйони, морські раковини, гірлянди, рослинний орнамент.

## Історія
Особняк на Великій Садовій вулиці для Маргарити Микитівни Чорнової побудував її шанувальник, один з представників роду Парамонових. Архітектором будинку, ймовірно, був Микола Олександрович Дорошенко.
В кінці XIX — початку XX століття в будинку часто проходили бали, прийоми, виступи музикантів та інші заходи. Перший поверх будівлі орендували різні торгові організації, зокрема, аптека Шамковича і «Торговий дім Юліуса Гарохова». На другому поверсі були житлові приміщення. На Велику Садову вулицю виходили вікна зали прийомів. Серед інших приміщень зала виділялася більш високими стелями і розкішним декором інтер'єрів. Сцена розташовувалася в кутку зали. З коридору можна було вийти на балкон з балюстрадою. Уздовж фасаду по провулку Халтуринському розташовувалися їдальня, вітальня, спальня та інші приміщення. Кожна з кімнат була оздоблена ліпниною, розписами олійними фарбами.
У 1920 році після приходу радянської влади Чернову виселили, а будинок націоналізували. На першому поверсі та в підвалі розмістилася «Аптека № 2», а на другому поверсі — «Дитяча комуна № 5». За даними 1926 року, на другому поверсі була школа крою та шиття Донпрофобра. На першому розташовувалися «Аптека № 2», «Акціонерне товариство Шкірсировина», а також «мешканці 9 сімейств, що живуть обмежено з 7 чоловік в одній кімнаті колишнього торгового приміщення».
2 лютого 1926 року особняк передали Крайовій Прокуратурі. З 1926 року в будинку розташовувався Партклуб. З 1940 року в будівлі розміщувався партійний архів Ростовської області, а після розпаду Радянського Союзу — Державний архів Ростовської області.

Будинок Чернової на дорадянських листівках
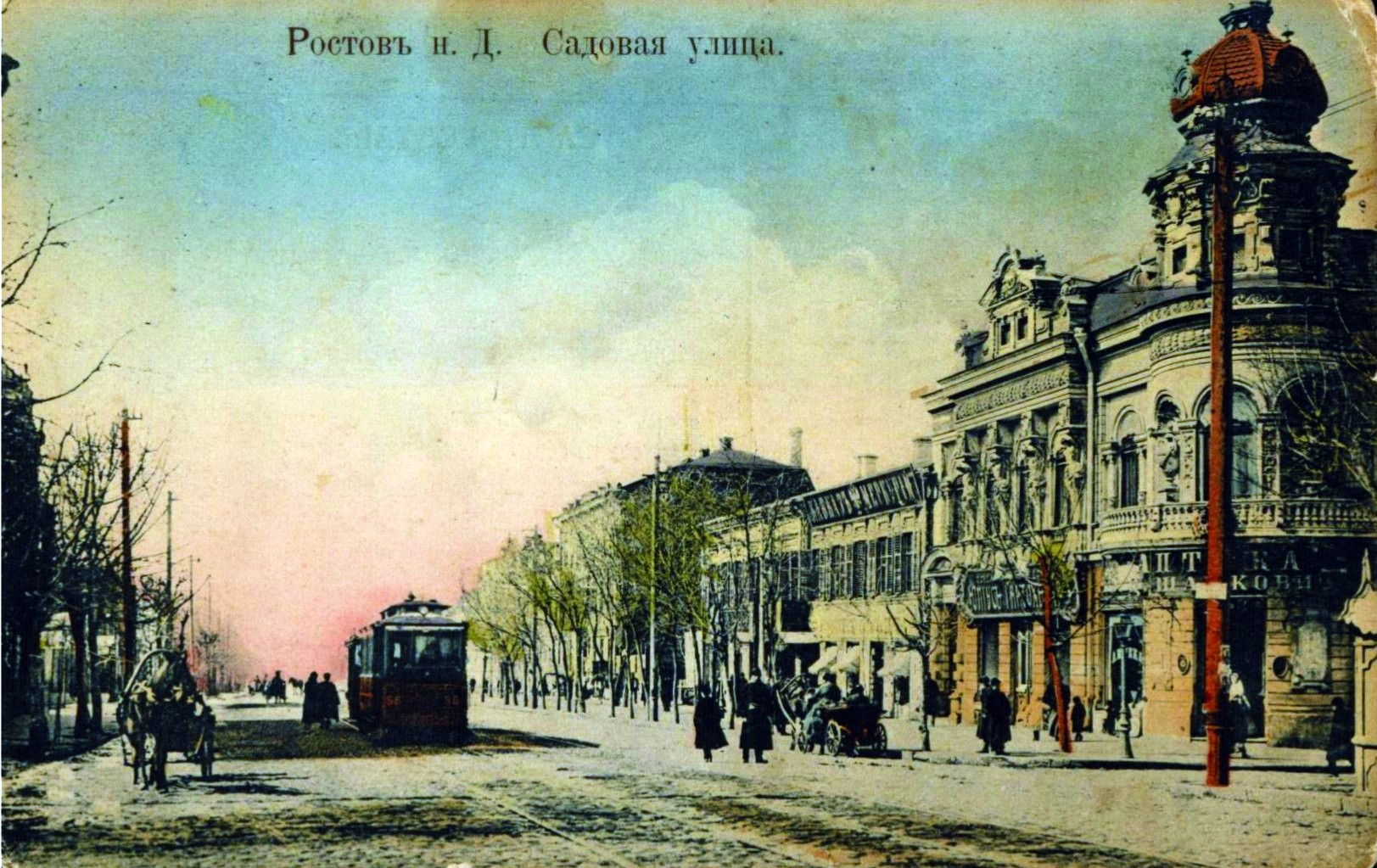
1909 рік
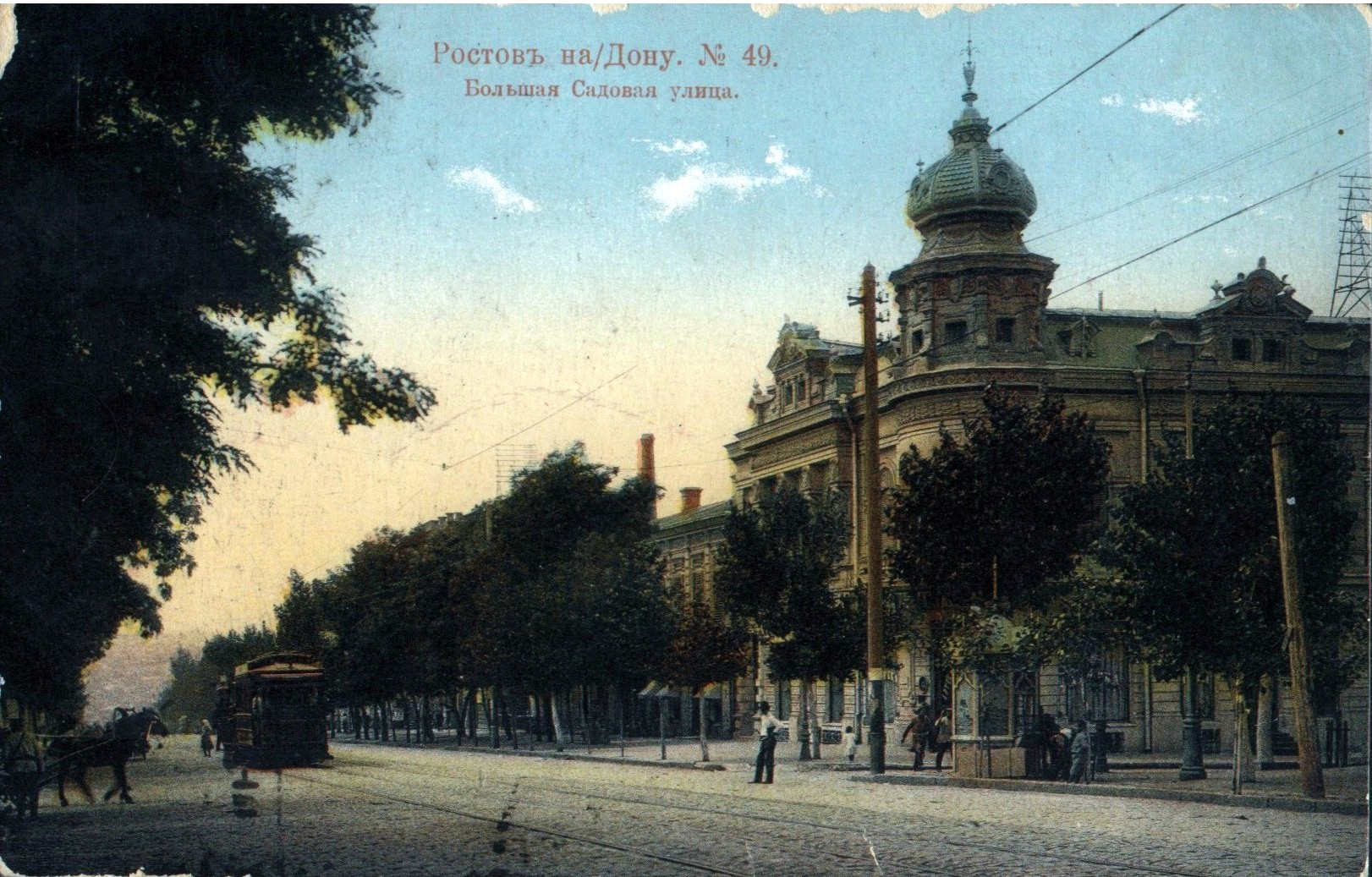
1910 рік
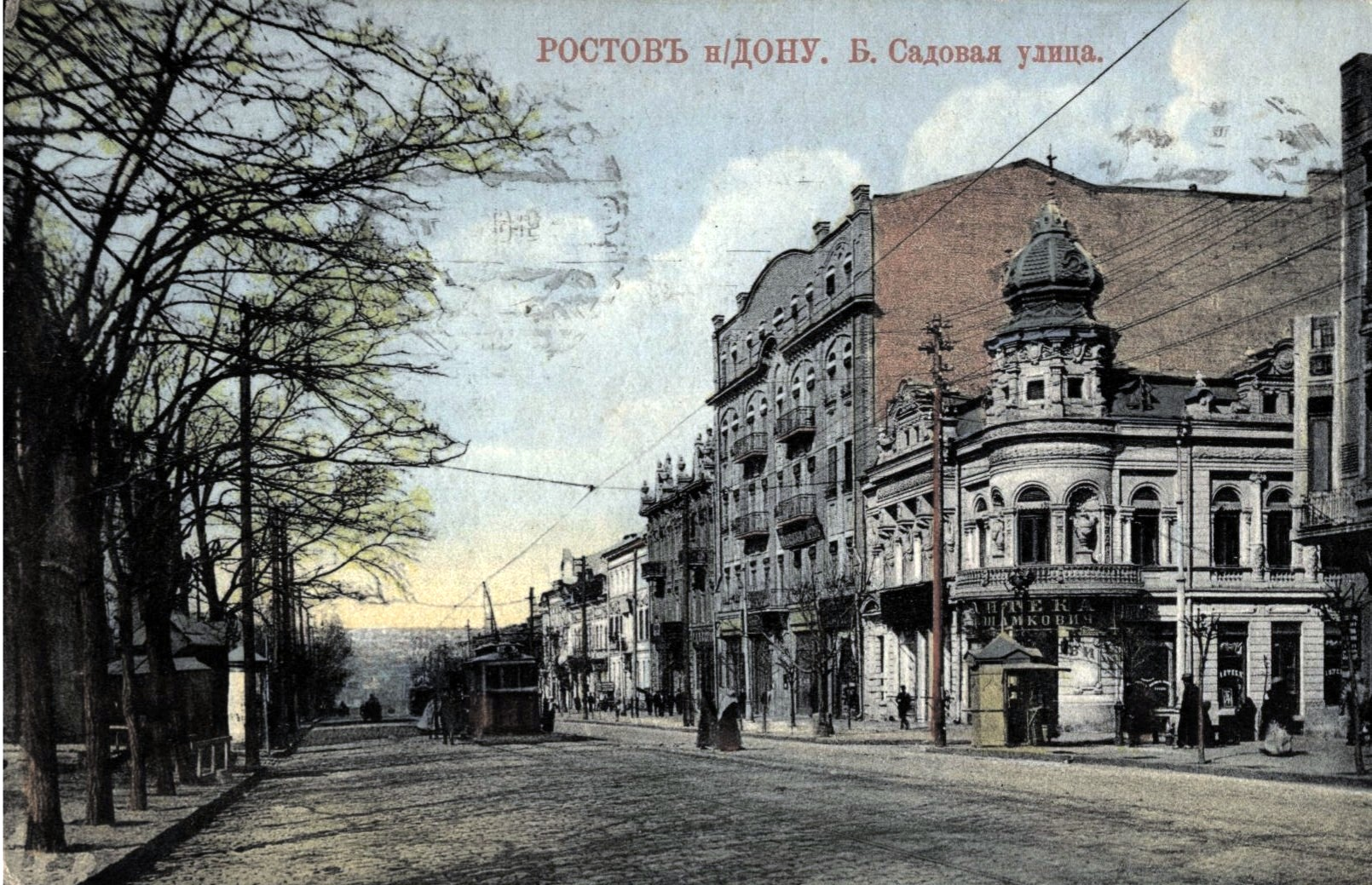
1916 рік

## Сучасний стан
До початку 2000-х років будівля перебувала в аварійному стані. У 2001 році проведена реконструкція будинку, в ході якої будинок був розібраний і знову відтворений. При відновленні будівлі використовувалися оригінальні елементи декору. Наразі в будівлі розміщується відділення Банку ВТБ.